# El viento y el león
El viento y el león es una película estadounidense de 1975 dirigida por John Milius.

## Argumento
Para tratar de avergonzar al sultán de Marruecos y conseguir un conflicto con Estados Unidos, el jefe árabe Ahmed al-Raisuli, conocido como «Al Raisuli», rapta a una mujer rica y viuda con el objetivo de que el presidente Theodore Roosevelt amenace al país africano, cosa que finalmente no ocurre. Después es liberada por el propio secuestrador, quien a su vez acaba siendo capturado por los alemanes por órdenes del Káiser. El jefe árabe terminará escapando con la ayuda de la joven viuda y el mismo presidente Roosevelt.
Durante el transcurso de la película se puede observar el recorrido que realiza Raisuli con las tres personas secuestradas. También, se contemplan los conflictos que se crean entre las naciones europeas por este secuestro, llegando casi al enfrentamiento bélico entre ellas. 

## Rodaje
La película fue rodada íntegramente en España, en las provincias de Madrid (localizaciones en el Parque del Retiro y la Estación de Ferrocarril de Las Delicias), Almería, Granada y Sevilla (Parque de María Luisa y Real Alcázar).  Se realizaron escenas en el castillo de la Calahorra, comarca de Guadix y el Marquesado, fortaleza que era el cuartel general del rebelde Raisuli (Sean Connery), En ella aparecen cameos de los actores españoles Aldo Sambrell y Luis Bar Boo. El rodaje también se realizó en gran parte al sur de Marruecos en la localidad de Agadir donde se conjugan las grandes playas y el desierto. El personal en su gran mayoría era español.

## Producción
Milius, en un primer momento, pensó en Omar Sharif como Raisuli y Faye Dunaway como Eden Perdicaris, pero Sharif rehusó y Dunaway estaba enferma. Anthony Quinn fue también barajado para hacer de Raisuli. Milius dijo que escribió el personaje de Eden pensando en Julie Christie.
Milius quería a Orson Welles para dar vida al magnate "Charles Foster Kane" (el personaje central de Ciudadano Kane) que aparecería en la película, pero el Estudio se dio cuenta de que ese personaje ficticio era propiedad de la RKO y no podía usarse. En su lugar usaron al personaje real que lo inspiró, William Randolph Hearst.
El rodaje se llevó a cabo en España, en las ciudades de Sevilla, Almería, y Madrid para las escenas de Tánger y Fez. Para las escenas del desierto Milius uso localizaciones de Almería que ya habían sido usadas en otras películas históricas como Lawrence de Arabia y El Cid, además de muchos Spaghetti Westerns. La escena de Yellowstone donde Roosevelt da su discurso fue filmada en la Meseta Central, al norte de Madrid. Milius volvería a usar estos paisajes en su película de 1982 Conan el Bárbaro. Los marines de la escena del ataque al palacio de Tánger eran en su mayoría soldados españoles.
El coordinador de especialistas Terry Leonard dirigió a un equipo de cuatro especialistas estadounidenses y veinte españoles para la escena de la batalla final. Leonard desmintió los rumores sobre «crueldad animal» asegurando que ningún caballo resultó herido durante el rodaje.
El director John Milius hace un cameo como el oficial alemán que le entrega al sultán una ametralladora Maxim para que la pruebe ("Herr Sultan is displeased?").

## Música
La música de El viento y el león fue compuesta por Jerry Goldsmith al estilo de clásicos como Lawrence de Arabia de Maurice Jarre. Goldsmith usó una gran variedad de percusión e instrumentos típicos de Marruecos.  Goldsmith fue nominado al  Oscar a mejor banda sonora pero ese año ganó John Williams con la mítica Tiburón.  Está considerada una de las mejores composiciones de su carrera y el American Film Institute la incluye en la lista de mejores músicas de cine.

## Hechos reales
Esta película está en parte basada en hechos sucedidos a principios del siglo XX, en los que la persona raptada no fue una mujer rica y viuda sino un hombre de negocios estadounidense. Otras voces proclaman que el realizador de la película se basó en el libro de Rosita Forbes, The sultan of the mountains; the life story of Raisuli escrito en 1924.
Salvo Eden Pedecaris y sus hijos, los personajes protagonistas que aparecen en esta película, como Raisuli, el sultán, el presidente Theodore Roosevelt, etc., sí que son personajes reales. El contexto en el que se narra la película y las acciones que se llevan a cabo también están inspiradas en los sucesos ocurridos, exceptuando algunos momentos de ficción que introduce el director. 